# Aptierung
Die Aptierung (von lat. aptare = genau anpassen, passend machen; englisch apt ‚geeignet‘) ist eine Methode der Modernisierung von (i. d. R. technischen) Geräten durch Austausch oder Bearbeitung von Teilen unter Erhalt des Gesamtensembles und der Funktion. Sie kann als Anpassung zur Weiternutzung begriffen werden. Das Wort wird primär als Terminus Technicus benutzt, der Alltagsgebrauch ist obsolet (Duden Fremdwörterbuch 1960). Im Gegensatz zur Aptierung wird die Adaption eher als Abänderung zur Umnutzung bezeichnet, d. h. unter möglichem Wegfall der ursprünglichen Funktion.
Der Weg der Aptierung wird meist beschritten, um gegenüber einer Neuanschaffung Kosten einzusparen. Bei industriellen Anwendungen spielt auch der verminderte Aufwand eines Änderungsgenehmigungsverfahrens im Vergleich zu einer völligen Neugenehmigung eine Rolle. Da aptierte Geräte i. d. R. nicht den Standard eines Neugerätes erreichen, ist eine Nutzwertanalyse im Einzelfall erforderlich. Für Systeme, die entweder hohe Fertigungszeiten haben oder für die eine sehr lange Nutzungsdauer angestrebt wird, kann die Möglichkeit der Aptierung schon in die anfängliche Planung einfließen. Ein klassisches Beispiel war der Kriegsschiffbau in der zweiten Hälfte des 19. Jahrhunderts, da die technische Entwicklung gegenüber den oft mehrjährigen Planungs- und Bauzeiten sehr schnell voranschritt und daher eine laufende Anpassung erforderte.

## Alltagsbeispiele
- Einbau eines Elektromotors in eine Nähmaschine, bei der das Pedal als An/Aus-Schalter erhalten bleibt
- Umstellung eines Rasenmähers von Benzin- auf Elektrobetrieb
- Nachrüsten eines Autos mit Abgaskatalysator
- Auswechseln der Einspritz- und Zündanlage eines Motors zur Verbrennungsoptimierung
- Austausch der Heizungsanlage eines Hauses

## Blankwaffen
Blankwaffen wurden entsprechend der Änderungsvorschriften des Militärs geändert. Das Aptieren dieser Waffen betraf den Austausch von Klingen oder anderen Bestandteilen der Blankwaffen.
Das heißt zum Beispiel, dass ein Säbel bei dem laut Vorschrift eine Klingenlänge von 80 cm erlaubt war, bei Änderung einer Vorschrift auf die neu erlaubte Länge von 70 cm, die Klinge und die dazugehörige Scheide um 10 cm verkürzt wird. 
Die notwendigen Änderungen beziehen sich bei Blank- oder Dienstwaffen auf die:
- Klinge
- Scheide
- Parier oder Korb
- Tragevorrichtung

Die Änderungen sind in diesen Fällen eher von geringem Umfang. Wenn schwerwiegendere Änderungen vorgenommen werden (z. B. völlig neue Klingen- oder Korbformen) nennt man diesen Vorgang Transformation.

## Feuerwaffen
Am häufigsten wird der Begriff der Aptierung im Zusammenhang mit (Hand)Feuerwaffen gebraucht. Heute bezeichnet er meist Abänderungen an einer vorhandenen Waffe mit dem Ziel der Umstellung auf eine andere Munition, z. B. von Kurz- auf Langpatronen, Rand- auf Zentralfeuer oder nicht zu große Änderungen im Kaliber.
Die größte Bedeutung hatte die Aptierung im 19. Jahrhundert im Anschluss an die Napoleonischen Kriege.
Die sehr rasche Entwicklung erlaubte weder zeitlich noch finanziell die komplette Umstellung der Bewaffnung durch Neuanschaffung, weshalb i. d. R. zumindest die Altbestände (Reserve) durch Aptierung modernisiert wurden. 
Die einfachste und häufigste Aptierung war die vom Steinschloss zum Perkussionsschloss. Hierzu war lediglich der Hahnkopf, der vorher den Feuerstein enthalten hatte, durch einen einfachen Hammer zu ersetzen, der Pfannendeckel mit Batterie (Zündfläche) zu entfernen und auf die Zündpfanne ein Piston für die Aufnahme von Zündhütchen aufzuschweißen.
In Preußen trat dazu die Umstellung auf Innenzündung in Konkurrenz in Form des Zündnadel-Schlosses von Dreyse, zunächst als Vorderlader, später als Hinterlader (Zündnadelgewehr Modell 41). Wegen des deutlich höheren Aufwands wurde dies ab 1839 nur als Alternative und erst ab 1856 für alle Waffen vorgesehen oder durchgeführt. Außerhalb Preußens wurden die Perkussionswaffen i. d. R. nach dem System Minié (gezogener Vorderlader) aptiert.
In Großbritannien wurden Altbestände der klassischen Vorderlader-Muskete Enfield Rifled Musket auf Snider-Enfield Rifle mit Perkussionszündung und Klappenverschluss (Hinterlader) umgestellt.
Es ist davon auszugehen, dass viele Waffen sich mehreren Aptierungen unterziehen mussten, bevor sie endgültig ausgemustert wurden.
Die letzte große Umstellung per Aptierung fand ab 1870 (unterbrochen durch den Deutsch-Französischen Krieg) in Deutschland statt, als die vorhandenen Zündnadelgewehre den abgeänderten Verschluss nach Beck erhielten, der die Handhabung erleichterte und bekannte Störungen reduzierte. Das Grundprinzip entspricht der noch heute bei Geschützen mit Schraubverschlüssen angewendeten Liderung nach deBange.